# Frankenthal
Pour les articles homonymes, voir Frankenthal (homonymie).
Frankenthal est une ville allemande et un arrondissement historique aujourd'hui inexistant, située dans le Land de Rhénanie-Palatinat, en Allemagne à mi-chemin entre les villes de Worms et de Ludwigshafen. Frankenthal appartient à la Région métropolitaine Rhin-Neckar.

## Histoire
| Appartenances historiques Palatinat du Rhin 1085-1797 République cisrhénane (Mont-Tonnerre) 1797-1802 République française (Mont-Tonnerre) 1802-1804 Empire français (Mont-Tonnerre) 1804-1813 Royaume de Bavière 1815-1918 République de Weimar 1918-1933 Reich allemand 1933-1945 Allemagne occupée 1945-1949 Allemagne 1949-présent |

Frankenthal a été mentionnée dès 772. En 1119 un monastère Augustin y est construit, dont les ruines (connues, sous le nom de Erkenbertruine) se dressent encore aujourd'hui dans le centre-ville.
Dans la seconde moitié du XVIe siècle, des réfugiés des Pays-Bas, persécutés pour leurs croyances religieuses, se sont installés à Frankenthal. Ils ont, par leur travail, apporté la prospérité économique de la ville. Certains d'entre eux étaient des tisseurs de tapis, des bijoutiers et des artistes grâce auxquels la Frankenthaler Malerschule ("l'école de Frankenthal de la peinture», dont font partie Gillis van Coninxloo et Anton Mirou) a acquis une certaine notoriété. En 1577, la commune a été élevée au rang de ville par le comte Jean Casimir du Palatinat.

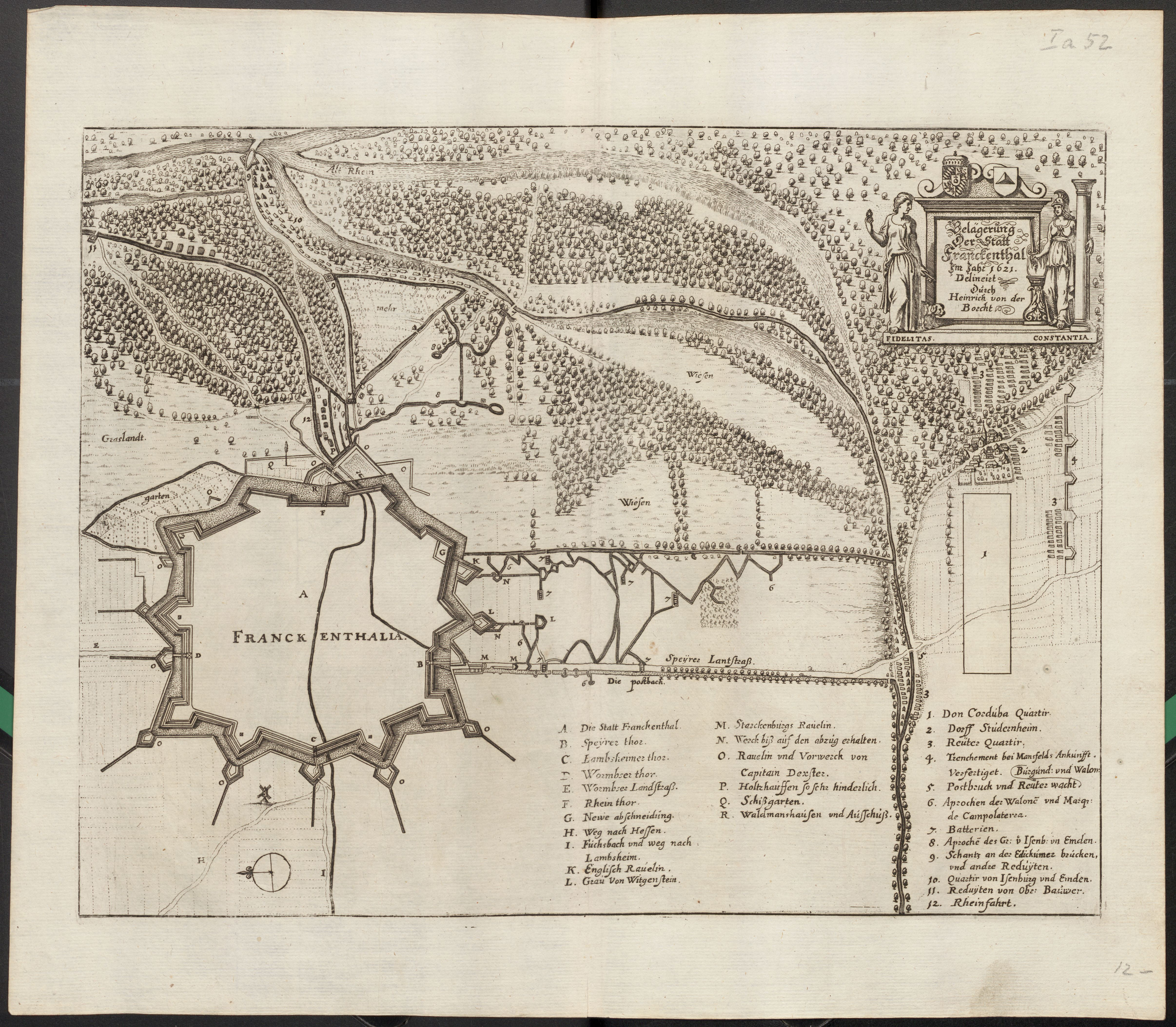
Siège de 1621

En 1600, Frankenthal est transformée en forteresse. En 1621, elle est assiégée par les Espagnols pendant la guerre de Trente Ans, puis successivement occupée par les troupes des parties adverses. Le commerce et l'industrie sont détruits et la ville n'est reconstruite qu'en 1682.
La ville est prise en 1688 par Vauban. En 1689, la ville est brûlée par les troupes françaises dans la Guerre de la Ligue d'Augsbourg (sac du Palatinat).
Toutefois, en 1750, en vertu de la règle de l'électeur (Kurfürst) Charles-Théodore, Frankenthal est officialisée en tant que centre de l'industrie. De nombreuses usines sont ouvertes et des mûriers sont plantés pour la production de soie. En 1755, la célèbre manufacture de porcelaine de Frankenthal est ouverte, elle produit jusqu'en 1800.
En 1797, la ville passe sous occupation française pendant les guerres de la Révolution française. Elle est intégrée au royaume de Bavière en 1816.
Les débuts de l'industrialisation moderne commencent en 1859.
En 1938, la synagogue, construite en 1884, est brûlée au cours de la Nuit de Cristal.
En 1943, lors d'un bombardement, le centre-ville est presque complètement détruit. En 1945, à la fin de la Seconde Guerre mondiale, ses industries en ruines, elle est occupée d'abord par les Américains, puis par les Français.
Depuis 1946, Frankenthal fait partie du Land de Rhénanie-Palatinat. Aujourd'hui, la ville est, à nouveau, le site de certaines moyennes industries.

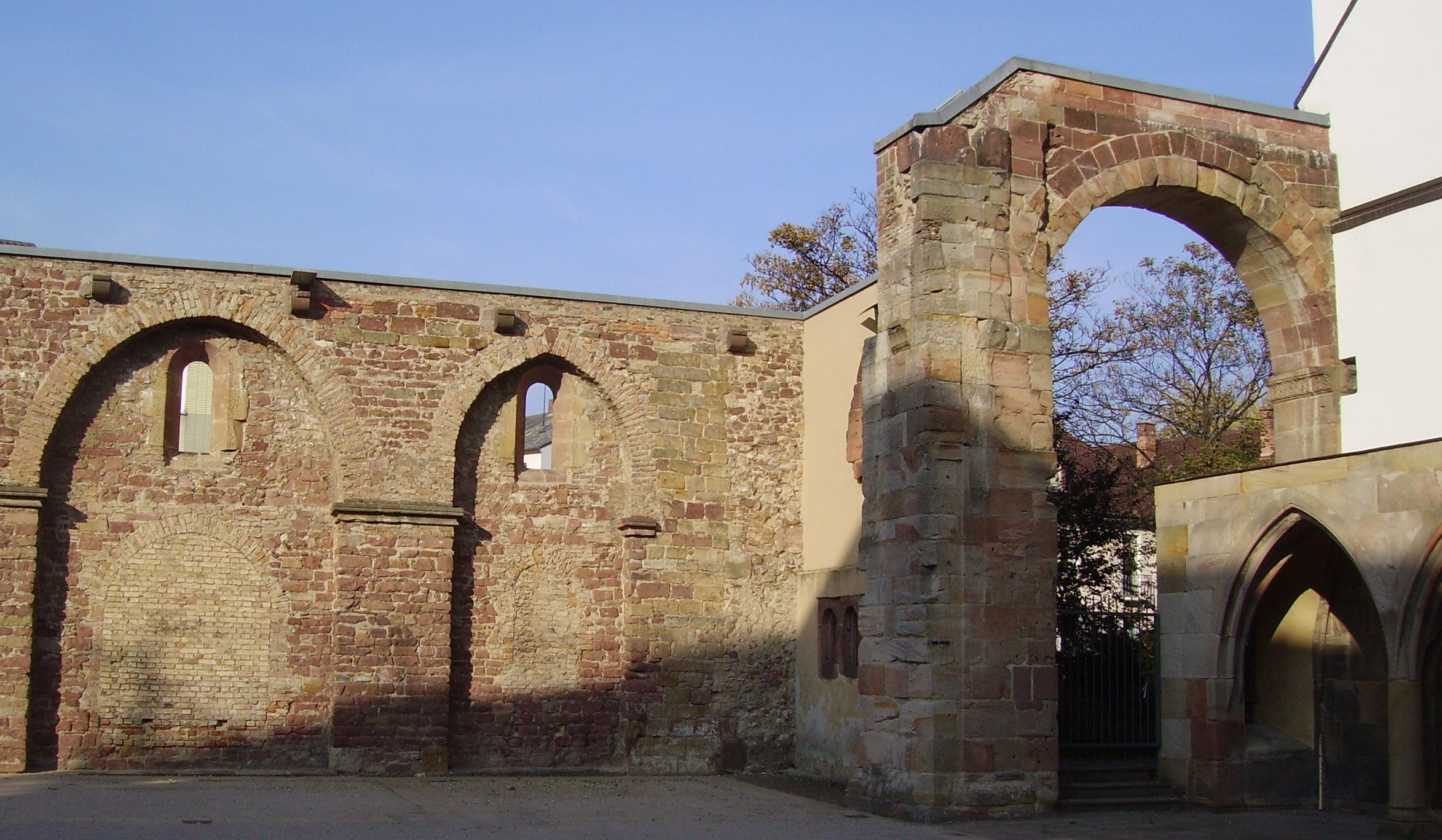
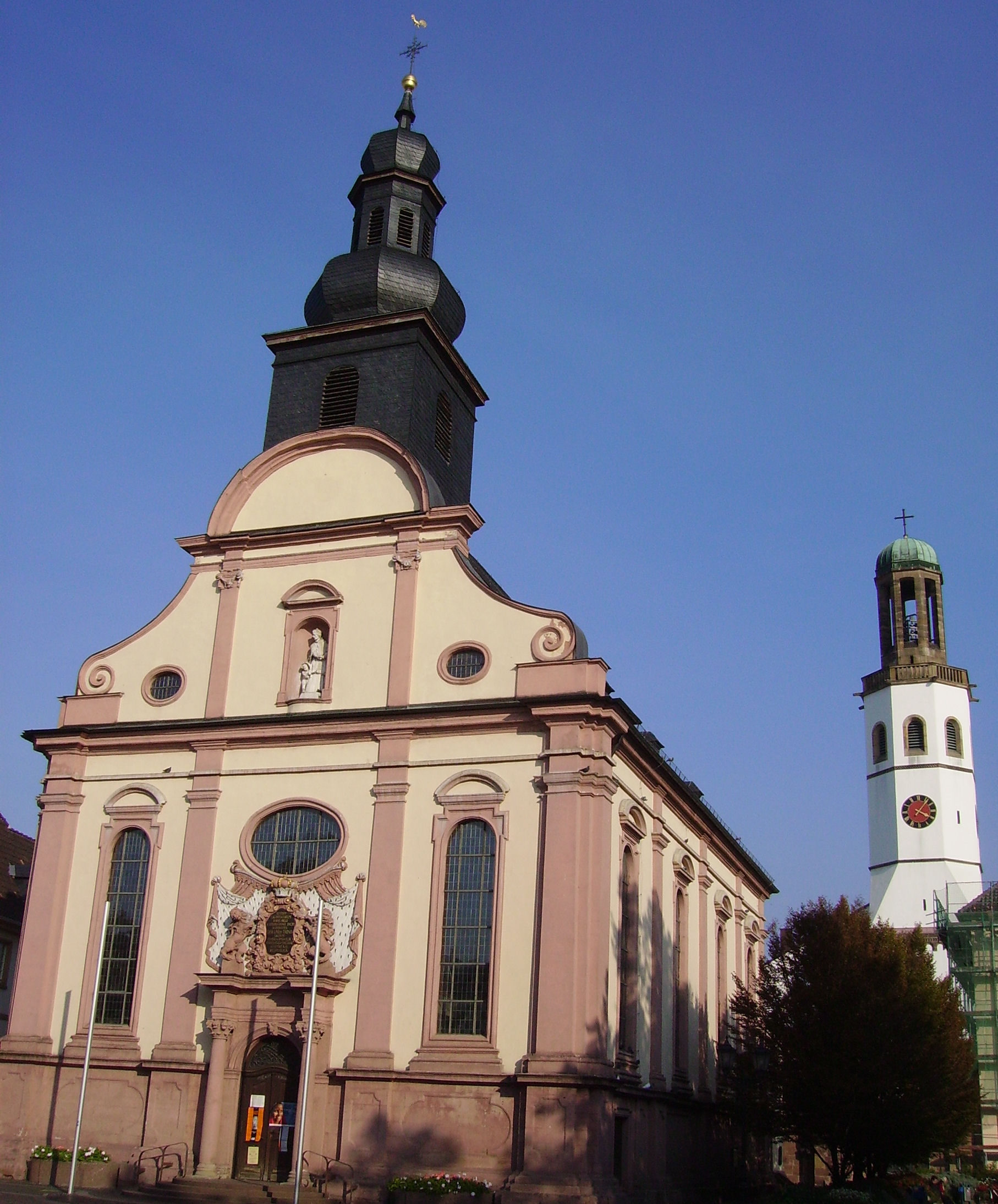
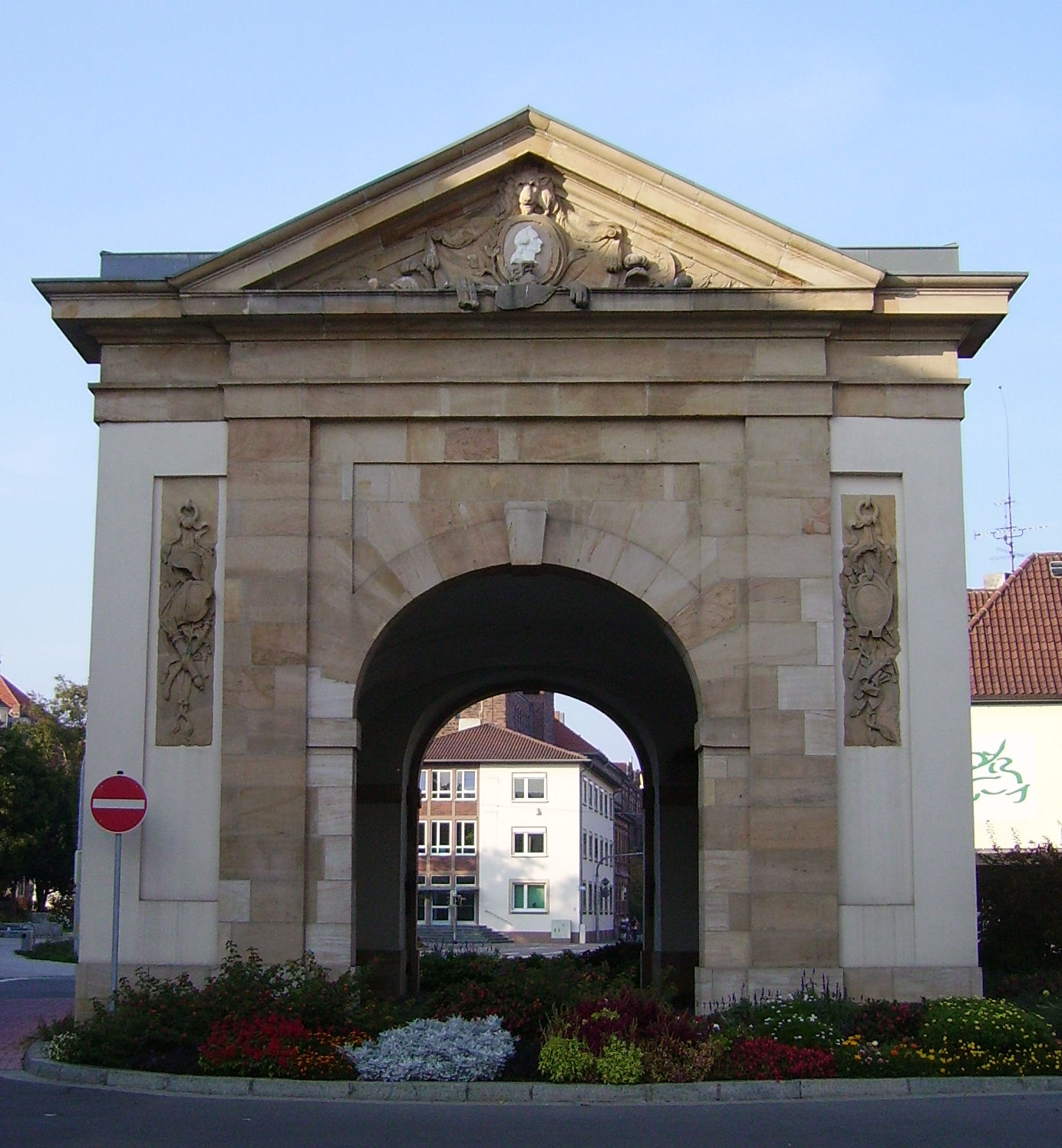
Wormser Tor.
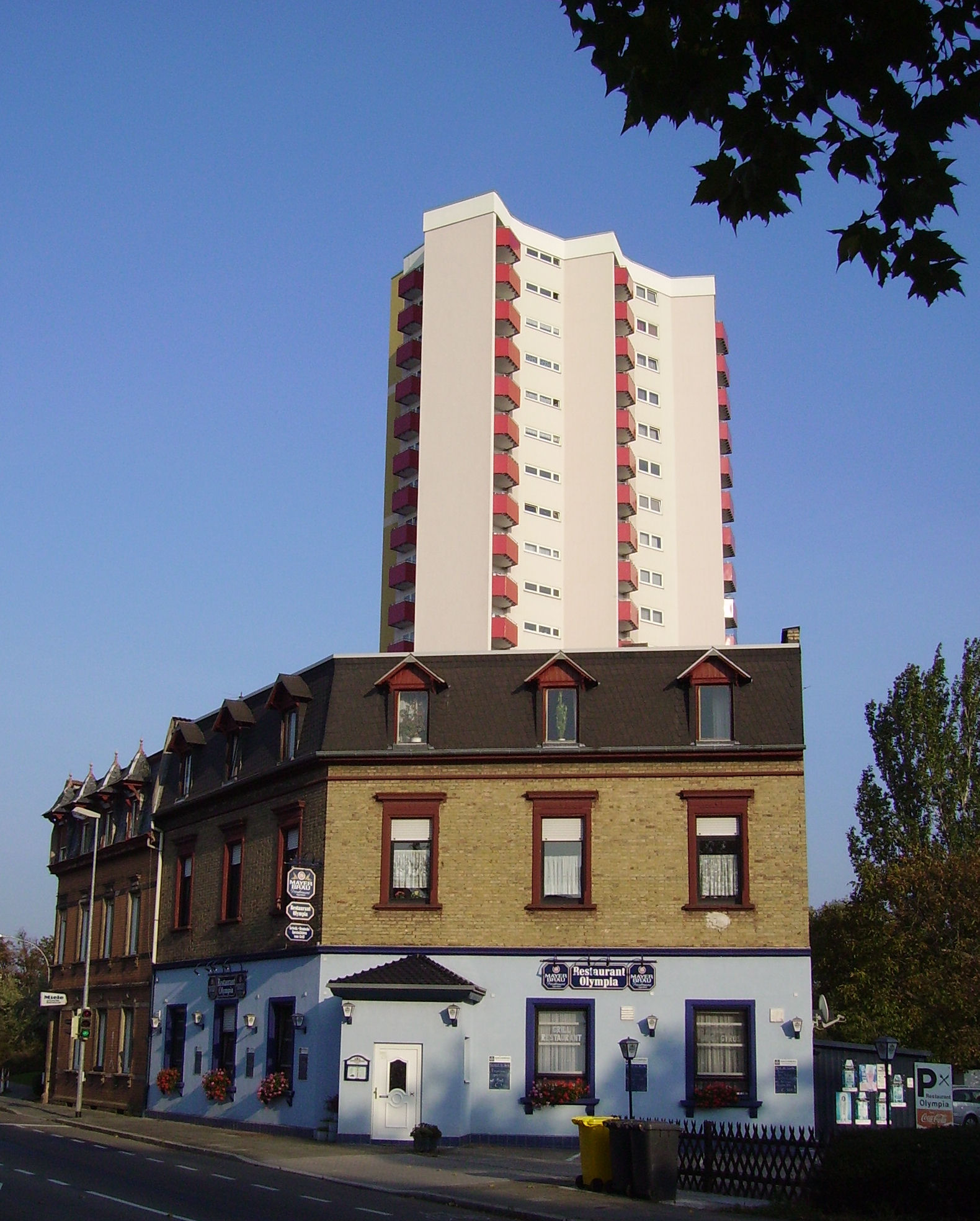

## Jumelages
La ville de Frankenthal est jumelée avec :
- Colombes (France) depuis 1958
- Strausberg (Allemagne) depuis 1990
- Sopot (Pologne) depuis 1991
- Rosolini (Italie) depuis 2018

Villes associées et partenaires :
- Neukölln (Allemagne) ;
- Pouchkine (Russie) ;
- Blumenau (Brésil) ;
- Communauté de Butamwa (Rwanda).

## Personnalités natives de la ville
- Arnold Fanck (1889-1974), cinéaste de montagne.
- Christoph Jentsch, professeur émérite de géographie, expert renommé de l'Afghanistan et de la géographie alpine.
- Jacob Marrel (1613-1681), peintre et graveur.
- Philipp Perron (1840-1907), sculpteur.
- Franz Nissl (1860-1919), neurologue.
- August von Parseval (1861-1942), ingénieur en aéronautique.
- Oskar Perron (1880-1975), mathématicien.
- Franz Rauhut (1898-1988), romaniste et militant pacifiste.
- Selim Teber (1981-...), footballeur.